# Fraita
Fraita (arabă: الفرائطة), este un oraș în Maroc, este o parte din provincia El Kelaat Es-Sraghna, în regiunea de Marrakech-Tensift-El Haouz.
Fraita este situat în partea de sud-est a orașului El Kelaat Es-Sraghna și este distant 21 km, populația: 10,555 în 2004, râuri Ouad al-akhedhar și Ouad Tassaout